# Fatma Aliye Topuz
Fatma Aliye Topuz, właśc. Fatma Aliye (ur. 8 października 1862 w Stambule, zm. 13 lipca 1936 tamże) – turecka pisarka i publicystka.

## Życiorys
Była drugim dzieckiem osmańskiego urzędnika i historyka Ahmeta Cevdeta Paszy (1822-1895) i jego żony Adviye Rabia Hanım. W czasie, kiedy jej ojciec sprawował urząd gubernatora (walego) Egiptu i Grecji, Fatma mieszkała w Aleppo, w greckiej Janinie, a od 1878 w Damaszku. Nie uczyła się w szkole, podobnie jak inne kobiety w osmańskiej Turcji, była samoukiem, interesowała się filozofią. W 1879 zawarła zaaranżowane przez jej ojca małżeństwo z Mehmetem Faik Bejem, dworzaninem sułtana Abdulhamida II. Z tego związku przyszły na świat cztery córki.
W 1889, za zgodą męża opublikowała tłumaczenie francuskiej powieści Volonté, Georgesa Ohneta (jako tłumaczka występowała pod pseudonimem Bir Hanım). Jej tłumaczenie przykuło uwagę redakcji czasopisma Tercüman-ı Hakikat, w którym publikowała tłumaczenia i swoje własne teksty pod pseudonimem Mütercime-i Meram. W 1884 napisała pierwszą powieść Hayal ve Hakikat (Marzenie i prawda), wspólnie z Ahmetem Mithatem Efendim. W 1892 ukazała się pierwsza samodzielna powieść Muhazarat, pod jej własnym imieniem. Była to pierwsza powieść napisana przez kobietę w historii Imperium Osmańskiego. W kolejnych powieściach przedstawiała problemy nieudanych związków małżeńskich, wypowiadając się przeciwko małżeństwom aranżowanym. Bohaterki powieści Fatmy Aliye Topuz walczyły o samodzielność finansową, starając się utrzymać bez pomocy mężczyzny. W 1893 Ahmet Mithat opublikował książkę Bir Muharrire-i Osmaniye’nin Neşeti (Narodziny osmańskiej pisarki), na podstawie listów Fatmy, przedstawiając jej postać i pragnienie ciągłej nauki.
W wydanej w 1914 książce Ahmed Cevdet Paşa ve Zamanı (Ahmet Cevdet Pasza i jego czasy) broniła swojego ojca przed politycznymi atakami jego wrogów. W latach 1895–1908 pisała regularnie do magazynu Hanımlara Mahsus Gazete, głównie na temat praw kobiet. Była zaangażowana w działalność charytatywną. Po wojnie grecko-tureckiej w 1897 założyła stowarzyszenie Nisvan-ı Osmaniye İmdat Cemiyeti, pomagające rodzinom żołnierzy (była to jedna z pierwszych w historii Imperium Osmańskiego organizacji stworzonych przez kobiety). Za swoją działalność charytatywną została uhonorowana w 1899 Orderem Dobroczynności przez sułtana Abdülhamida II. Była pierwszą w Turcji kobietą działającą w organizacji Czerwonego Półksiężyca. W czasie wojny włosko-tureckiej działała w organizacji Müdafaa-i Milliye Osmanlı Kadınlar Heyeti (Komitet Kobiet Osmańskich na rzecz Obrony Narodowej).

### Ostatnie lata życia
W 1926 jedna z córek Fatmy przeszła na katolicyzm, opuściła Turcję i wstąpiła do zakonu. Fatma wielokrotnie podróżowała do Francji próbując spotkać się z córką. W 1928 została wdową. Po reformie nazwisk w Turcji Fatma przyjęła nazwisko Topuz. Ostatnie lata życia spędziła w ubóstwie, cierpiąc z powodu postępującej choroby. Zmarła w lipcu 1936 w Stambule, została pochowana na cmentarzu Feriköy.

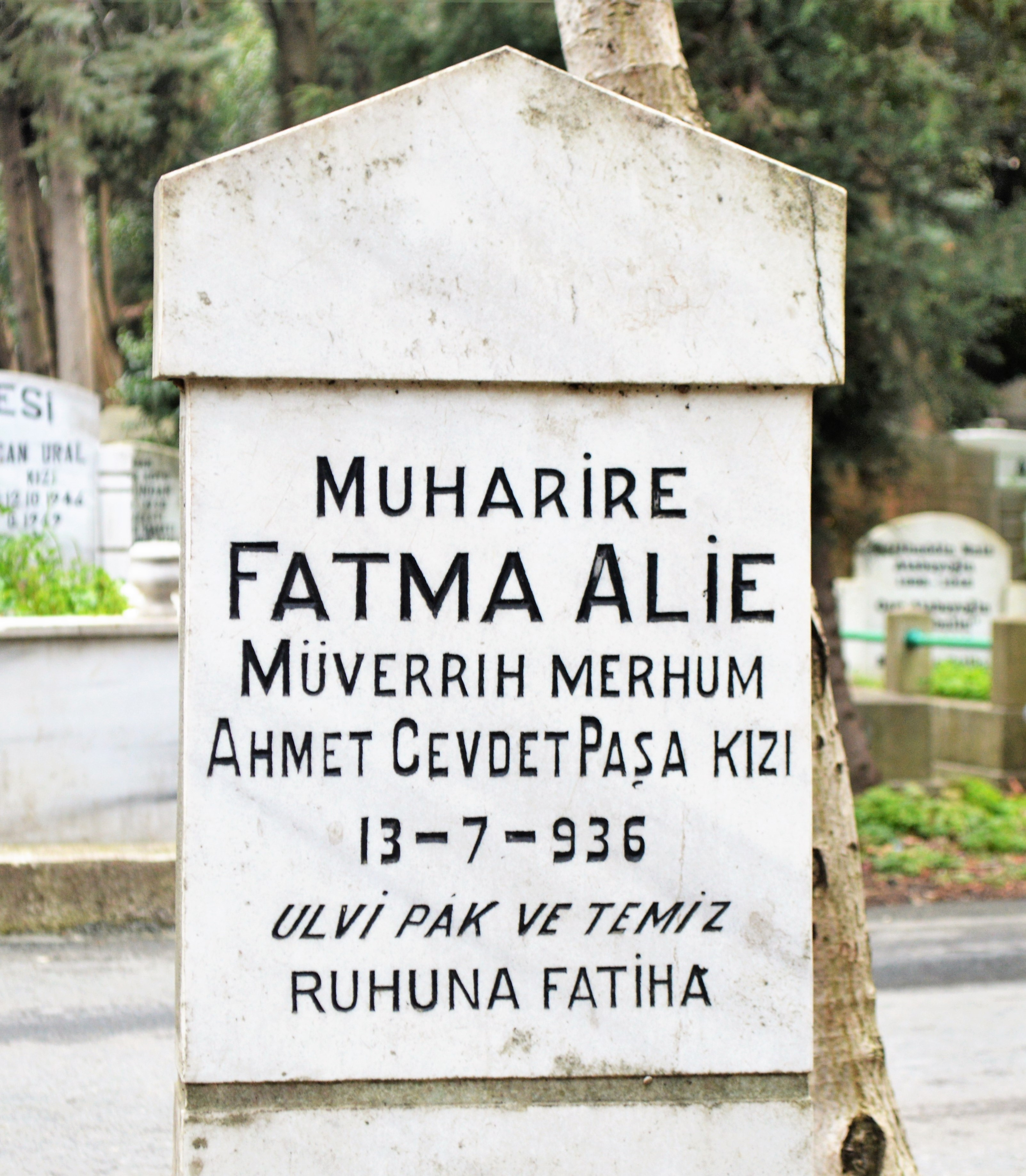
Grób pisarki w Stambule

## Pamięć
Portret Fatmy Aliye Topuz znalazł się na wydanym w 2009 banknocie 50 lirów.

## Twórczość

### Powieści
- 1892: Muhazarat
- 1894: Hayal ve Hakikat
- 1898: Raf’et
- 1899: Udi
- 1910: Enin

### Eseje
- 1895: Namdaran-ı Zenan-ı İslamıyan
- 1895: Osmanlıda Kadın: „Cariyelik, Çokeşlilik, Moda”
- 1896: Nisvan-ı İslam (Kobieta w islamie)
- 1909: Teracim-i Ahval-ı Felasife
- 1914: Ahmed Cevdet Paşa ve Zamanı (Amet Cevdet Pasza i jego czasy)
- 1915: Kosova Zaferi / Ankara Hezimeti: Tarih-i Osmaninin Bir Devre-i Mühimmesi